# Sotillo de la Ribera
Sotillo de la Ribera és un municipi de la província de Burgos a la comunitat autònoma de Castella i Lleó. Forma part de la comarca de Ribera del Duero.
Es troba prop de Roa i de Aranda de Duero.
Sotillo de la Ribera destaca pels formatges, la morcilla de Burgos i els vins de la D.O. Ribera del Duero.
Pinillos de Esgueva és una pedania de l'Ajuntament de Sotillo de la Ribera.
El Rierol de Sotillo aboca les seves aigües al riu Gromejón, afluent del Duero.

## Història
Així es descriu a Sotillo de la Ribera en el tom XIV del Diccionario geográfico-estadístico-histórico de España y sus posesiones de Ultramar, obra impulsada per Pascual Madoz a mitjan segle xix:
| «                                                                                       | Vila amb ajuntament a la província, audiència territorial, capitania general de Burgos (12 llegües), partit judicial d'Aranda de Duero (3), diòcesi d'Osma (12). Situada a l'extrem d'una vall, en terreny profund, amb exposició al S, del vent del qual està arrecerada i ventilada dels altres; el seu clima és fred, però sa; les malalties comunes són febres intermitents i bilioses. Té 240 cases d'un i dos pisos en general, formant cos de població amb una petita plaça, i carrers còmodes i empedrats; una escola d'instrucció primària per a nens, dotada amb 2.200 vellons reals; una altra de la mateixa classe per a nenes, que paguen una retribució convencional; una casa consistorial, l'edifici de la qual és de pedra carreuada, sòlid i de bona arquitectura; una església parroquial (Santa Àgueda), el temple de la qual és bonic, de bona capacitat i solidesa, consta de 3 naus, i en la major es veu una elevada mitjana taronja que remata en un bell capitell; 6 ermites dedicades a Santa Llúcia, la Verge del Prado, Santa Anna, Sant Isidre, Sant Sebastià i Sant Jordi; belles arbredes d'oms, pollancres i àlbers, amb un bonic sot, que formen les passejades per a distracció i esbarjo dels habitants; un cementiri ben situat i ventilat, i una font abundant de bones aigües. El terme confina: N Pinillos, Terradillos i Olmedillo; E Cabanyes d'Esgueva; S Ventosilla i Gumiel de Mercat i O Quintana del Pidio i Gumiel de Izán, i comprèn unes 6.000 fanegues de terreny tallat en petites valls i plans, amb poca muntanya i de bona qualitat en general, especialment per al plantí de vinya; corre per ell un rierol format de les fonts que hi ha al terme; les aigües s'aprofiten per rentar robes i regar alguns horts. Els camins són tots de ferradura, fins i tot el que condueix de Burgos a Segòvia, i estan en mal estat. El correu es rep d'Aranda de Duero per mitjà d'un vianant assalariat per la vila. Produccions: cereals, llegums i vi; cria caça de llebres, conills i perdius. Indústria: dos telers per a cànem i llenços del país, i fabricació d'aiguardent de mala qualitat. Comerç: exportació de vi, i importació dels articles de consum que escassegen. Població: 182 veïns, 730 ànimes. Capital productiu: 2.845.600 reals; Imposable: 211.424. Contribució: 57.816 reals 32 maravedís. | » |
| — Diccionari geogràfic-estadístic-històric d'Espanya i les seves possessions d'Ultramar | |   |

## Demografia
| 1991 | 1996 | 2001 | 2004 |
| ---- | ---- | ---- | ---- |
| 573  | 626  | 599  | 603  |